# Bukit Rantau Panjang
Bukit Rantau Panjang är en kulle i Indonesien.   Den ligger i provinsen Aceh, i den västra delen av landet, 1 600 km nordväst om huvudstaden Jakarta. Toppen på Bukit Rantau Panjang är 21 meter över havet.
Terrängen runt Bukit Rantau Panjang är platt, och sluttar österut.Runt Bukit Rantau Panjang är det ganska glesbefolkat, med 47 invånare per kvadratkilometer. Trakten runt Bukit Rantau Panjang består till största delen av jordbruksmark.